# Palharés
Pailharès és un municipi francès situat al departament de l'Ardecha i a la regió d'Alvèrnia-Roine-Alps. L'any 2007 tenia 289 habitants.

## Demografia

### Població
El 2007 la població de fet de Pailharès era de 289 persones. Hi havia 112 famílies de les quals 32 eren unipersonals (20 homes vivint sols i 12 dones vivint soles), 36 parelles sense fills, 36 parelles amb fills i 8 famílies monoparentals amb fills.
La població ha evolucionat segons el següent gràfic:
Habitants censats

### Habitatges
El 2007 hi havia 231 habitatges, 121 eren l'habitatge principal de la família, 90 eren segones residències i 20 estaven desocupats. 217 eren cases i 13 eren apartaments. Dels 121 habitatges principals, 101 estaven ocupats pels seus propietaris, 15 estaven llogats i ocupats pels llogaters i 5 estaven cedits a títol gratuït; 17 tenien dues cambres, 25 en tenien tres, 35 en tenien quatre i 44 en tenien cinc o més. 99 habitatges disposaven pel capbaix d'una plaça de pàrquing. A 68 habitatges hi havia un automòbil i a 41 n'hi havia dos o més.

### Piràmide de població
La piràmide de població per edats i sexe el 2009 era:
| Homes | Edats   | Dones |
| ----- | ------- | ----- |
| 0     | 95 o +  | 0     |
| 0     | 90 a 94 | 0     |
| 0     | 85 a 89 | 4     |
| 0     | 80 a 84 | 0     |
| 8     | 75 a 79 | 8     |
| 12    | 70 a 74 | 8     |
| 16    | 65 a 69 | 20    |
| 12    | 60 a 64 | 12    |
| 4     | 55 a 59 | 0     |
| 12    | 50 a 54 | 4     |
| 16    | 45 a 49 | 16    |
| 16    | 40 a 44 | 12    |
| 8     | 35 a 39 | 12    |
| 4     | 30 a 34 | 8     |
| 8     | 25 a 29 | 8     |
| 4     | 20 a 24 | 8     |
| 20    | 15 a 19 | 12    |
| 12    | 10 a 14 | 20    |
| 4     | 5 a 9   | 16    |
| 4     | 0 a 4   | 4     |

## Economia
El 2007 la població en edat de treballar era de 177 persones, 116 eren actives i 61 eren inactives. De les 116 persones actives 101 estaven ocupades (65 homes i 36 dones) i 15 estaven aturades (5 homes i 10 dones). De les 61 persones inactives 21 estaven jubilades, 13 estaven estudiant i 27 estaven classificades com a «altres inactius».

### Ingressos
El 2009 a Pailharès hi havia 123 unitats fiscals que integraven 285 persones, la mediana anual d'ingressos fiscals per persona era de 14.393 €.

### Activitats econòmiques
Dels 8 establiments que hi havia el 2007, 2 eren d'empreses de fabricació d'altres productes industrials, 2 d'empreses de construcció, 2 d'empreses de comerç i reparació d'automòbils, 1 d'una empresa d'hostatgeria i restauració i 1 d'una empresa de serveis.
Dels 2 establiments de servei als particulars que hi havia el 2009, 1 era un paleta i 1 restaurant.
L'any 2000 a Pailharès hi havia 26 explotacions agrícoles que ocupaven un total de 152 hectàrees.

## Poblacions més properes
El següent diagrama mostra les poblacions més properes.